# حمزة قطان
حمزة قطان (19 أبريل 1997 - )، هو لاعب تايكواندو أردني، يمثل حالياً المنتخب الأردني الأول للتايكواندو، بدأ مسيرته في سن الثامنة، حاصل على شهادة البكالوريوس في القانون.
نجح حمزة قطان في عام 2019 بتحقيق الميدالية البرونزية في النسخة الرابعة والعشرين من بطولة العالم للتايكواندو والتي استضافتها مدينة مانشستر البريطانية.

## إنجازاته
توج قطان بالميدالية البرونزية في بطولة العالم عام 2019 ضمن منافسات وزن فوق 87 كغم، حيث استهل مشواره بتحقيق الفوز على اللاعب المصري محمد أيمن بنتيجة 9-2 في دور الـ 32 من ثم فاز على صاحب الميدالية الفضية في أولمبياد لندن 2012 الغابوني أنتوني أوبامي بنتيجة 13-12 وفي الدور ربع النهائي تخطى قطان خصمه الفرنسي عمر اليازيدي بنتيجة 12-10 ليضمن بالتالي تحقيق الميدالية البرونزية قبل أن يخسر في الدور نصف النهائي أمام المكسيكي كارلوس سانسوريس بنتيجة 6-18.
كما فاز حمزة قطان بالميدالية الفضية في بطولة العالم للناشئين عام 2014 في الصين تايبيه وتوج كذلك بالميدالية البرونزية في دورة الألعاب الآسيوية بإندونيسيا عام 2018 والميدالية البرونزية كذلك في دورة ألعاب التضامن الإسلامي بأذربيجان عام 2017  والميدالية البرونزية في بطولة آسيا للناشئين عام 2013 في إندونيسيا وإضافةً إلى العديد من الميداليات الملونة في بطولاتٍ مختلفة.

## روابط خارجية
- حمزة قطان على موقع TaekwondoData.com (الإنجليزية)